# Autopista Shuto
La autopista Shuto (首都高速道路 Shuto Kōsoku-dōro?)”” es una red de autopistas en el área metropolitana de Tokio en Japón, operada por Metropolitan Expressway Co., Ltd. (首都高速道路株式会社 Shuto Kōsoku dōro Kabushiki-gaisha).

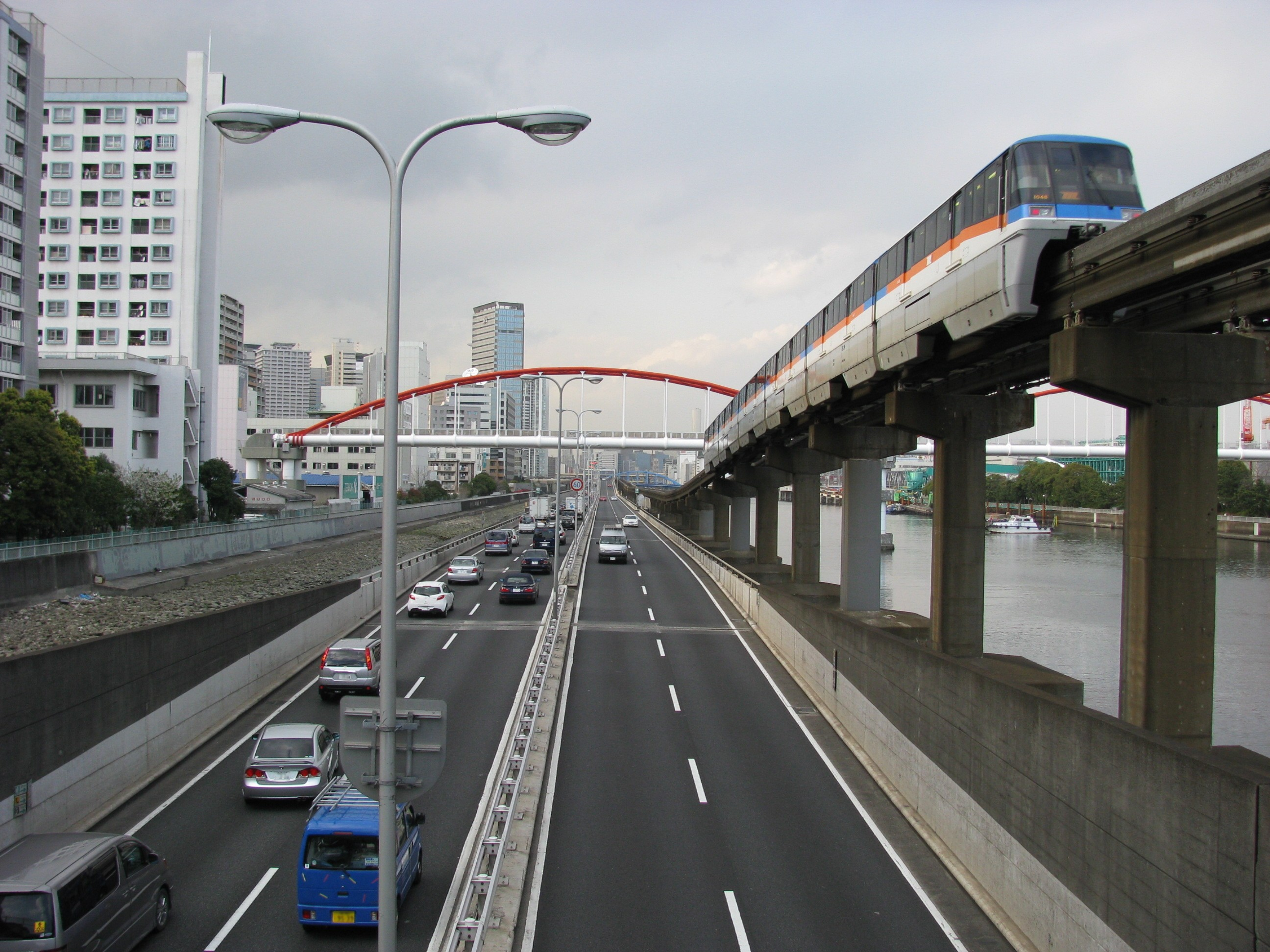
Ruta 1 - Ruta Haneda.

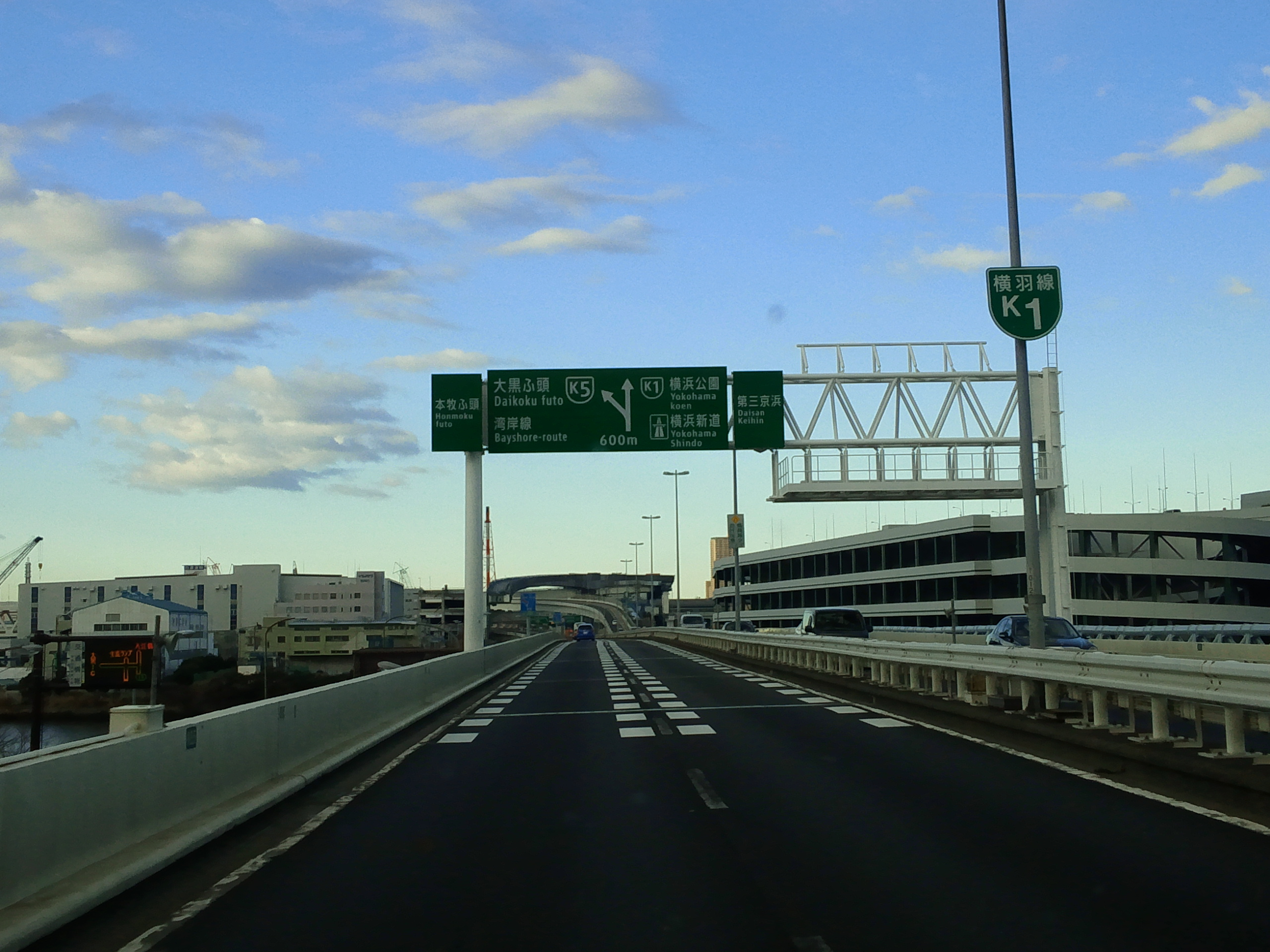
Ruta K1 - Ruta Yokohane.

## Rutas de la Autopista Shuto
- IC - Intercambiador, JCT - Cruce intercambiador.

### Rutas circulares
Tokio central.
 Anillo central C1 (Ruta C1).
 Ruta Yaesu. Ruta desde JCT Kandabashi a JCT Shiodome. Tokyo Expressway (KK Expressway) a Ruta C1.
 Anillo medio C2 (Ruta C2).

### Rutas radiales
El origen de las rutas radiales es el Anillo central C1.
 Ruta Ueno. Ruta desde JCT Edobashi a IC Iriya. (Zoológico de Ueno).
 Ruta Haneda. Ruta desde JCT Hamasaki-bashi a IC Haneda > Ruta K1. (Aeropuerto Internacional de Haneda).
 Ruta Meguro. Ruta desde JCT Ichinohashi a IC Ebara. 
 Ruta Shibuya. Ruta desde JCT Tanimachi a IC Yōga > Tomei Expressway. (Estación de Shibuya).
 Ruta Shinjuku. Ruta desde JCT Miyakezaka a  IC Takaido > Chūō Expressway. (Edificio del Gobierno Metropolitano de Tokio).
 Ruta Ikebukuro. Ruta desde JCT Takehashi a IC Bijogi > Ruta C2, Autopista Tokyo-Gaikan y Ruta S5.
 Ruta Mukojima. Ruta desde JCT Edobashi a JCT Horikiri > Ruta C2. (Tokyo Skytree).
 Ruta Misato. Ruta desde JCT Kosuge a JCT Misato, Ruta C2 > Autopista Tokyo-Gaikan y Jōban Expressway.
 Ruta Komatsugawa. Ruta desde JCT Ryōgoku a IC Ichinoe, Ruta 6 Mukojima > Ruta C2 y Keiyo Road.
 Ruta Fukagawa. Ruta desde JCT Hakozaki a JCT Tatsumi > Ruta Bayshore.
 Ruta Harumi. Ruta desde IC Harumi-Kari a JCT Shinonome > Ruta Bayshore.
 Ruta Daiba. Ruta desde JCT Shibaura a JCT Ariake  > Ruta Bayshore. (Puente Rainbow).

### Ruta de la bahía
Prefecturas de Kanagawa, Tokio y Chiba.
 Ruta Bayshore.

### Rutas Kanagawa
Rutas de la Prefectura de Kanagawa.
 Ruta Yokohane. Ruta desde IC Haneda a JCT Ishikawamachichō, Ruta 1 > Rutas K6, K7, K5, K2 y K3.
 Ruta Mitsuzawa. Ruta desde JCT Kinkō a JCT Mitsuzawa.
 Ruta Kariba. Ruta desde JCT Honmoku a JCT Kariba.
 Ruta Daikoku. Ruta desde JCT Namamugi a JCT Daikoku, Ruta K1 > Ruta Bayshore.
 Ruta Kawasaki. Ruta desde JCT Daishi a JCT Kawasaki-Ukishima, Ruta 1 > Rutas K1 y K6, Ruta Bayshore y Aqualine.
 Ruta Yokohama Kita. Ruta desde JCT Namamugi a JCT Yokohama Kōhoku, Rutas K1 y K5 > Daisan Keihin Road.

### Rutas Saitama
Rutas de la Prefectura de Saitama.
 Ruta Kawaguchi. Ruta desde JCT Kōhoku a JCT Kawaguchi, Ruta C2 > Autopista Tokyo-Gaikan y Tōhoku Expressway.
 Ruta Saitama Shintoshin. Ruta desde IC  Yono a IC Saitama-Minuma, < Ruta S5.
 Ruta Omiya. Ruta desde JCT Bijogi a IC Yono, Ruta 5 > Ruta S2.